# 풍뎅이붙이상과
풍뎅이붙이상과(Histeroidea)는 반날개하목에 속하는 딱정벌레 상과의 하나이다.

## 분류
일부 저자들은 풍뎅이붙이상과를 넓은 의미(sensu lato)의 물땡땡이상과(Hydrophiloidea)에 포함하여 취급하기도 하며, 하나의 계통군을 형성하는 것으로 추정하고 있다. 현재, 3개 과를 인정하고 있다.
- 풍뎅이붙이상과 (Histeroidea)
  - 풍뎅이붙이과 (Histeridae)
  - Sphaeritidae
  - Synteliidae